# The Light Touch
The Light Touch is een Amerikaanse misdaadfilm uit 1951 onder regie van Richard Brooks. Destijds werd de film in Nederland uitgebracht onder de titel Tot inkeer.

## Verhaal
De kunstdief Sam Conride heeft een waardevol schilderij gestolen uit een museum in Palermo. Hij laat kopieën van het doek vervaardigen door een studente. Hij is van plan om die vervalsingen voor veel geld te verkopen op de zwarte markt. Dan wordt hij verliefd op de studente.

## Rolverdeling
| Acteur          | Personage         |
| --------------- | ----------------- |
| Stewart Granger | Sam Conride       |
| Pier Angeli     | Anna Vasarri      |
| George Sanders  | Felix Guignol     |
| Kurt Kasznar    | Mijnheer Aramescu |
| Joseph Calleia  | Luitenant Massiro |
| Larry Keating   | R.F. Hawkley      |
| Rhys Williams   | Mijnheer MacWade  |
| Norman Lloyd    | Anton             |
| Mike Mazurki    | Charles           |
| Ben Astar       | Hamadi Mahmoud    |